# Thurnham (Kent)
Thurnham è un villaggio e parrocchia civile dell'Inghilterra, appartenente alla contea del Kent.